# Stazione di Sangane
La stazione di Sangane (三ヶ根駅?, Sangane-eki) e una stazione ferroviaria situata nella cittadina di Kōta nel Nukata, nella prefettura di Aichi in Giappone. La stazione e gestita dalla JR Central e serve la linea principale Tōkaidō.

## Linee
JR Central
■ Linea principale Tōkaidō

## Struttura
La stazione è costituita da due marciapiedi laterali con due binari in superficie.
| 1 | ■ Linea principale Tōkaidō | per Okazaki, Nagoya e Ōgaki |
| 2 | ■ Linea principale Tōkaidō | per Toyohashi e Hamamatsu   |

## Stazioni adiacenti
| ≪                                 | Servizio                 | ≫                        |
| Linea principale Tōkaidō          | Linea principale Tōkaidō | Linea principale Tōkaidō |
| --------------------------------- | ------------------------ | ------------------------ |
| Mikawa-Shiotsu                    | Locale Rapido sezionale  | Kōda                     |
| Tutti gli altri treni non fermano |                          |                          |